# استثنائات آزادی بیان ایالات متحده آمریکا

منشور حقوق در دفتر ملی بایگانی و مدارک آمریکا

در ایالات متحده، برخی از دسته‌های گفتار توسط متمم اول محافظت نمی‌شوند. به گفته دیوان عالی ایالات متحده آمریکا، قانون اساسی ایالات متحده آمریکا از آزادی بیان محافظت می‌کند و در عین حال محدودیت‌هایی را برای دسته‌های خاصی از بیان مجاز می‌کند.
دسته‌هایی از بیان که توسط متمم اول از محافظت کمتری برخوردارند یا محافظت شده نیستند (و بنابراین می‌شود محدودیت بر آنها اعمال شود) شامل فحاشی، کلاهبرداری، هرزه‌نگاری کودکان، بیان غیرقانونی، بیان لازم برای اقدام غیرقانونی، بیانی که کنش غیرقانونی قریب‌الوقوع را تحریک می‌کند، بیانی که قانون مالکیت معنوی را نقض می‌کند، تهدیدهایی که حقیقت داشته باشند و بیان تجاری مانند تبلیغات است. افترایی که موجب لطمه زدن به آبرو و حیثیت شود، شبه جرم است و نیز از آزادی بیان مستثنی است.
در کنار محدودیت‌های ارتباطی، زمانی که دولت به عنوان یارانه‌دهنده یا سخنران عمل می‌کند، کارفرما است، آموزش را کنترل می‌کند، یا نامه‌ها، امواج رادیویی، نوارهای قانونی، ارتش، زندان‌ها و مهاجرت را تنظیم می‌کند، محفاظت کمتری از بیان بدون ممانعت صورت می‌گیرد.

## تحریک
دیوان عالی اعلام کرده‌است که «طرفداری از توسل به زور» زمانی که «برای تحریک یا انجام اقدام غیرقانونی قریب‌الوقوع باشد» محافظت نشده‌است و «محتمل است منجر به تحریک یا انجام چنین اقدامی بشود».
در اوایل قرن بیستم، تحریک توسط معیار «خطر واضح و فعلی» در پرونده شنک در برابر ایالات متحده (۱۹۱۹) تعیین شد، که در آن قاضی اولیور وندل هلمز جونیور مشاهده کرد: «در هر پرونده سؤال این است که آیا کلمات استفاده شده در چنین شرایطی به کار می‌روند و به گونه ای هستند که خطری آشکار و حاضر ایجاد کنند که شرارت‌های اساسی را موجب شوند که کنگره حق دارد از آن جلوگیری کند.»
در برندبرگ در برابر اوهایو (۱۹۶۹)، این معیار به «اقدام غیرقانونی قریب‌الوقوع» محدود شد، و دادگاه عالی به اتفاق آرا محکومیت یک گروه کوکلاکس کلان را به دلیل «حمایت از خشونت … به عنوان وسیله ای برای دستیابی به اصلاحات سیاسی» لغو کرد زیرا اظهارات آنها در یک تظاهرات بیانگر قصد فوری یا قریب‌الوقوع برای انجام خشونت نبود. این حکم شنک در برابر ایالات متحده (۱۹۱۹)، که معتقد بود یک «خطر واضح و فعلی» می‌تواند یک قانون محدود کننده را توجیه کند را لغو کرد. وجه تمایز اساسی این است که آزمون دومی «حمایت صرف» را جرم انگاری نمی‌کند.

## اظهارات نادرست واقعیت
در پرونده افترای گرتس در برابر رابرت ولش، اینک (۱۹۷۴)، دیوان عالی گفت که «هیچ ارزش قانون اساسی در اظهارات نادرست واقعیت وجود ندارد». با این حال، این یک قاعده مشخص نیست، زیرا دادگاه در مورد اینکه چقدر در تعیین این که چه میزان «بیان که مهم است» می‌تواند در معرض خطر قرار گیرد تا یک دروغ را مجازات کند، با تقلا مواجه بوده‌است.
دیوان عالی یک چارچوب پیچیده برای تعیین اینکه کدام نوع اظهارات نادرست محافظت نشده‌است، ایجاد کرده‌است. چهار حوزه از این قبیل وجود دارد که دیوان به صراحت در مورد آنها صحبت کرده‌است. اولاً، اظهارات نادرست واقعیت که با «حالت روانی به اندازه کافی مقصر» بیان می‌شود، می‌تواند مشمول مسئولیت مدنی یا کیفری باشد. ثانیاً، گاهی اوقات می‌توان بیان آگاهانه اظهارات نادرست را مجازات کرد. قوانین افترا و تهمت در این دسته قرار می‌گیرند. سوم، اظهارات نادرست سهل انگارانه ممکن است در برخی موارد منجر به مسئولیت مدنی شود. در نهایت، برخی از اظهارات ضمنی واقعیت - آنهایی که «دلالت‌های واقعیتی نادرست» دارند - نیز می‌توانند تحت این استثنا قرار گیرند.
یک دسته پنجم تحلیل نیز وجود دارد. ممکن است برخی اظهارات کاملاً نادرست کاملاً بری از مجازات باشد. دیوان عالی در پرونده تاریخی نیویورک تایمز علیه سالیوان (۱۹۶۴) حکم کرد که دروغ‌ها دربارهٔ دولت می‌توانند کاملاً محافظت شوند. با این حال، این مقوله کاملاً روشن نیست، زیرا این سؤال که آیا ادعاهای تاریخی یا پزشکی نادرست محافظت می‌شوند هنوز مورد بحث است.

## محتوای مستهجن
تحت آزمون میلر (که نام خود را از میلر در برابر کالیفرنیا (۱۹۷۳)، گفتار محافظت نشده‌است اگر "فرد معمولی، با به کارگیری معیارهای جامعه معاصر، متوجه شود که [موضوع یا اثر مورد نظر]، به عنوان یک کل، به علایق جنسی بیش از حد توجه دارد"، "اثر" رفتار جنسی یا عملکردهای دفع فضولات را که به‌طور مشخص توسط قانون قابل اجرای ایالتی تعریف شده‌است، به شیوه‌ای مستهجن به تصویر می‌کشد یا توصیف می‌کند» و «اثر، در مجموع، فاقد ارزش جدی ادبی، هنری، سیاسی یا علمی است». برخی از اجزای فرعی این قانون ممکن است اجازه مالکیت خصوصی محتوای مستهجن در خانه را بدهد. بعلاوه، عبارت «توسل به علاقه جنسی بیش از حد» محدود به توسل به «علاقه شرم آور یا بیمارگونه به رابطه جنسی» است.
دادگاه همچنین اعلام کرده‌است که فردی تنها در صورتی ممکن است مجازات شود که از «محتوای مطالب» اطلاع داشته باشد. در اسمیت در برابر کالیفرنیا (۱۹۵۹)، دادگاه عالی به این ترتیب دفاعی از «جهل منطقی» به اتهام مستهجن ارائه کرد. دلیل این استثنا این است که قضات بر این باورند که محتوای مستهجن «تمایلی به اعمال تأثیر مخرب و تحقیرآمیز منجر به رفتار ضد اجتماعی» دارد.